# 한하유
한하유(1992년 ~ )는 한국의 여자 배우다. 2012년 개봉한 에로틱 스릴러 《롤플레이》에 여대생 혜인 역으로 출연하며 데뷔했다.

## 출연 작품

### 영화
- 《롤플레이》 (2012년) - 혜인 역
- 《인간중독》 (2014년) - 요정 한복녀 6 역